# Scopula homodoxa
Scopula homodoxa är en fjärilsart som beskrevs av Edward Meyrick 1886. Scopula homodoxa ingår i släktet Scopula och familjen mätare. Inga underarter finns listade.